# Paulette Poujol-Oriol
Paulette Poujol-Oriol (12 de mayo de 1926 – 11 de marzo de 2011) fue una educadora, actriz, dramaturga, feminista y escritora haitiana. Con fluidez en francés, criollo, inglés, español, alemán e italiano, contribuyó a las artes y la literatura haitianas y fundó Picolo Teatro, una escuela de artes escénicas para niños. Ha sido reconocida como una de las principales figuras literarias de Haití, así como una de las protagonistas más activas del movimiento feminista de Haití.

## Biografía
Poujol-Oriol nació en Puerto Príncipe en 1926, hija de Joseph Poujol, activo en los negocios y el teatro, y Augusta Auxila. Su familia se mudó a París cuando ella tenía menos de un año y regresó a Haití cuando tenía seis, donde su padre fundó el Institut Comercial Joseph Poujol, un establecimiento educativo. Ella estudió en la École Normale Supérieure en Port-au-Prince y luego en el London Institute of Commerce and Business Administration en Jamaica.

## Carrera
En 1949, se unió a la Société Nationale d'Art Dramatique (SNAD) que actuó en el Rex Théâtre. Luego pasó a enseñar idiomas, y más tarde teatro, en la escuela de su padre y en el Collège Saint François d'Assise, donde permaneció durante 14 años. Estuvo asociada durante muchos años con la École Nationale de Jardinières d'Enfants de Marie-Thérèse Colimon-Hall. También enseñó en el Departamento de Teatro de la Ecole Nationale des Arts, que dirigió de 1983 a 1991, y realizó tareas docentes en la Universidad de Quisqueya. También fundó y dirigió el Piccolo Teatro, una organización para enseñar teatro a los niños.
Como feminista, durante 50 años, estuvo asociada con varias organizaciones de mujeres, incluida la Ligue Féminine d'Action Social (Liga Femenina de Acción Social), ocupando la presidencia desde 1997 hasta su muerte. Fue miembro fundadora del Club des femmes de carrière libérale et commerciale y, en 1994, de la Alliance des Femmes Haïtiennes, un organismo coordinador del trabajo de unas cincuenta organizaciones feministas.
Su obra literaria se centra principalmente en los problemas socioeconómicos de Haití, evocando opciones morales y sugiriendo soluciones. Inspirada en parte por los clásicos franceses, en particular los escritos de Émile Zola, Guy de Maupassant, Honoré de Balzac y Alejandro Dumas, ella transpone inteligentemente la comedia humana francesa a personajes de Haití, dominando el arte de desarrollar la interacción entre individuos de diversos orígenes que comienzan a compartir sus vidas. Su novela en francés, Le creuset, y los cuentos de La fleur route tienen pasajes significativos en criollo haitiano. En Le creuset (1980), narra la vida de una familia haitiana durante más de un siglo. Si bien la novela traza una serie de romances, se destaca por presentar una descripción clara de las dificultades sociales en evolución de Haití, incluida la raza, los prejuicios, la educación y el feminismo. Su colección de cuentos, La fleur rouge, escrita en 1988, presenta relatos de figuras haitianas en busca de fortuna. Todos siguen la misma estructura: una simple introducción, una intriga en desarrollo y un final inesperado. Su cuento La fleur rouge, ganador del premio RFI-Le Monde como "Meilleure Nouvelle de Langue Française", fue reeditado en la Revue des deux monde en julio de 1994, recibiendo un gran reconocimiento y ha sido traducido al inglés y al español.